# Суза, Аделаида-Мария-Эмилия
Аделаида-Мария-Эмилия Суза (фр. Adélaïde-Marie-Émilie Filleul; урожденная Фильель; 14 мая 1761, Париж — 19 апреля 1836, Париж) — французская писательница, хозяйка литературного салона.

## Биография
Аделаида-Мария-Эмилия Фильель родилась 14 мая 1761 года в городе Париже. Ее мать, Мария-Ирен-Катрин де Бюиссон, дочь сеньора де Лонгпре из Фалеза, вышла замуж за местного горожанина по имени Фийель. 

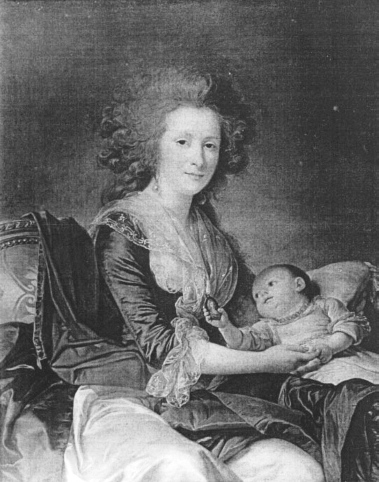
Графиня де Флао, впоследствии мадам де Суза, с сыном Шарлем
(художник А. Лабиль-Гиар)

Ходили слухи, что мадам Фийель была любовницей Людовика XV, и среди королевских специалистов по генеалогии некоторые считают Аделаиду-Марию-Эмилию его дочерью, хотя прямых доказательств тому пока не найдено. Вскоре её муж стал одним из секретарей короля Людовика XV, обрёл влияние и, как следствие, у графини появилось много друзей, среди которых был Жан-Франсуа Мармонтель. Во время Великой французской революции её муж был казнён на гильотине, а сама она успела покинуть Францию, долго путешествовала, посетила Англию, Германию, Швецию и лишь в 1802 году, когда страсти более-менее улеглись, вернулась во французскую столицу. 
Девочка получила религиозное воспитание в монастыре. 
Аделаида-Мария-Эмилия довольно рано вышла замуж за старого графа де Флаго; а после его смерти вступила в брак повторно за маркиза де Суза и пользовалась благодаря хорошему вкусу, находчивости, остроумию уважением таких людей, как, например, Шарль Огюстен де Сент-Бёв. 

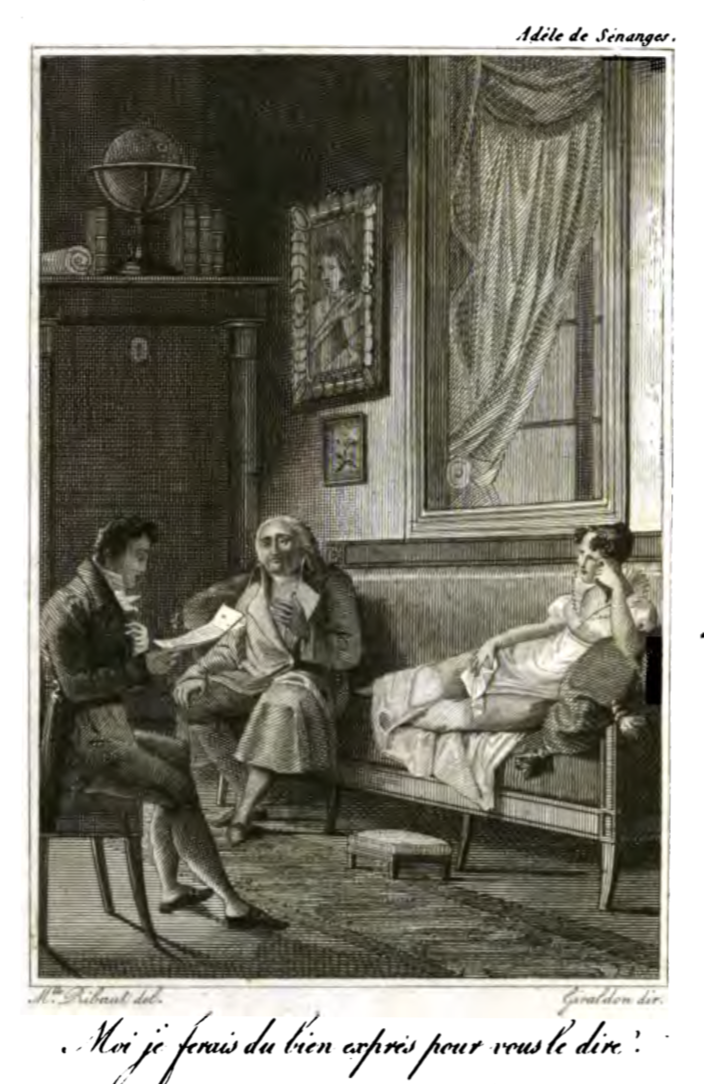
Аделаида де Суза (1821)

Её романы имели не меньший успех, чем романы её современниц-соотечественниц — госпожи де Жанлис, госпожи Монтолье, госпожи де Шарьер и других писательниц.
По мнению литературного критика Юрия Алексеевича Веселовского её лучшими произведениями являются: «Adèle de Sénanges» (1794), «Charles et Marie» (1801), «Eugène de Rothelin» (1808), «Eugénie et Mathilde» (1811). Аделаида-Мария-Эмилия Суза обладала редкой наблюдательностью, умела заинтересовать и растрогать читателя, писала иногда красивым, изящным языком. В «Adèle de Sénanges» — произведении, созданном ею во время скитаний по Европе и напечатанном в Лондоне, — она, видимо, рассказала, только слегка переиначив, историю своего первого брака. В «Charles et Marie» представляет исторический интерес описание английской жизни, в «Eugénie et Mathilde» — голландской, воспроизведенной местами в очень яркой, наглядной и доступной для широкого круга читателей форме. Наряду с этим Суза часто впадает в искусственный, приторный или мнимо-пасторальный жанр. 
Романы госпожи Сузы пользовались когда-то немалой популярностью и в Российской империи; иногда провозглашалось прозвище «российская де ла Суза», которое считалось очень почётным для русских писательниц. 
Полное шеститомное собрание сочинений госпожи Сузы вышло в свет в 1821—1822 гг.
Аделаида-Мария-Эмилия Суза скончалась 19 апреля 1836 года в родном городе.